# Euphrasia muscosa
Euphrasia muscosa là loài thực vật có hoa thuộc họ Cỏ chổi. Loài này được Phil. mô tả khoa học đầu tiên năm 1873.